# Истратов, Андрей Валерьевич
Андре́й Вале́рьевич Истра́тов (род. 20 октября 1965, Новосибирск) — российский кинорежиссёр, сценарист документального кино, продюсер, член Союза Кинематографистов России, член Гильдии Кинорежиссеров России.
Автор идеи, сценариев и режиссёр-постановщик цикла телевизионных программы Легенды мирового кино на канале «Культура». С 2004 по 2016 год в эфире было 425 программ цикла.

## Биография
Андрей Истратов родился 20 октября 1965 года в Новосибирске.
Отец — Валерий Истратов, профессор медицины. Мать — Елена Истратова, химик.
Андрей учился во ВГИКе, режиссерская мастерская М. Хуциева.
С 1985 по 1987 год Андрей служил в Советской Армии сапёром.
Во время службы в армии Андрей снял свой первый фильм «Хочется мальчишкам в армии служить», который вызвал общественный резонанс после показа в телепрограмме «Взгляд» в 1988 году.
С 1999-го года сотрудничает с ВГТРК, создавая документальные фильмы и телевизионный циклы для телеканала «Россия-К» в качестве продюсера, автора и режиссера.
Им сняты такие проекты, как «Вахтанговская школа» — к юбилею Театрального училища им. Б.В.Щукина, «Фабрика грез» — к юбилею киностудии «Мосфильм», «Ордена ушедшей страны» — об истории советских наград.
С 2003 года Андрей работал для телеканала над еженедельными циклами художественно-постановочных программ об актёрах и режиссёрах отечественного и зарубежного кинематографа — сначала это были «Легенды немого кино», а потом – «Легенды мирового кино».
Этот цикл неоднократно номинировался на премию ТЭФИ и удостоен приза XIV кинофестиваля Госфильмофонда России «Белые столбы» за лучшую программу о кино (2010).
Фильмы Андрея Истратова из цикла «Легенды мирового кино» сочетают иллюстративный фото- и видеоряд с живым рассказом о судьбе конкретной творческой личности.
В 2015 году Андрей Истратов был награжден благодарностью Министра культуры Российской Федерации, а в 2021 году Почетной грамоты Министерства культуры РФ за большой вклад в развитие культуры, многолетнюю плодотворную работу.
В 2018 году Андрей продюсирует фильм «Теория взрыва», который победил в категории «Лучший документальный фильм» (Best Documentary Feature) на фестивале Los Angeles Movie Awards (США).
В настоящее время Андрей Истратов проживает в Москве, воспитывает двух сыновей.

## Фестивальная деятельность
В 1990 году Андрей Истратов вместе со своей первой супругой Истратовой Кирой Владимировной организовал стартовый кинофестиваль Андрея Арсеньевича Тарковского, на родине режиссёра, в городе Юрьевце Ивановской области.
В том же 1990 году Андрей Истратов был одним из организаторов (совместно с К.Истратовой и С.Жихаревой) музея Андрея Тарковского в Юрьевце (ул. Тарковского, д. 8). Был также одним из первых спонсоров этого музея.
В течение трех последующих лет, Истратов Андрей, проводил фестиваль Тарковского ежегодно. В дальнейшем, в результате разногласий с Московским обществом Тарковского, отдал управление фестивалем в другие руки. Спустя время эта инициатива переросла в Международный фестиваль «Зеркало»

## Кинематографическая деятельность
Как режиссёр, автор сценария и продюсер, Андрей Истратов снял:
- 1989 — «Хочется мальчишкам в армии служить» (СССР) — документальный фильм, реконструкция. О неуставных взаимоотношениях в армии СССР;
- 1993 — «Колыбельная» — документальный фильм о жизни русской деревни;
- 2001 — «Медаль за смех. В. Котеночкин» и «Неизвестный Дружников» — телевизионные программы;
- 2001-2002 — «ГЭГ-Рецепт смеха» (41 программа) — еженедельный цикл телевизионных художественно-развлекательных программ;
- 2003 — «Эраст Гарин» и «Баба-Яга всесоюзного значения, Г. Милляр» — документальные фильмы;
- 2004 — «Фабрика грез» (4 программы) — цикл телевизионных программ к юбилею «Мосфильма»;
- 2004 — «Ордена ушедшей страны» (14 программ) — цикл публицистических документальных фильмов;
- 2004 — «Легенды немого кино» (36 программ) — еженедельный цикл телевизионных художественных программ;
- 2005 — «Вахтанговская школа» (4 программы) — цикл документальных фильмов к юбилею Щукинского училища;
- 2005-2016 — «Легенды мирового кино» (425 программ) — еженедельный цикл телевизионных художественно-постановочных программ;
- 2007 — «Хулиганка в Голливуде, Алла Назимова» — документальный фильм;
- 2012 — «Коллекция Евгения Марголита» (продюсер) — цикл киноведческих телезарисовок для телеканала «Культура»;
- 2013-2015 — «Ольга Чехова – ее война и миф» из цикла «Российская история: Тайны и мифы» — документально-постановочный фильм;
- 2018 — «Теория взрыва» (Explosion Theory) — документальный фильм[2][3];
- 2019 — «История одной вселенной» — документальный фильм о космического симулятора SpaceEngine;
- 2021 — «Земля: Верхняя точка» — документальный фильм об исследованиях Земли из космоса[4];
- 2021 — «Звездные дневники: Хроника преодоления» — документальный фильм об космонавте Александре Лазуткине;
- 2021 — «Космический рейс: Миссия на Марс» — научно-популярный фильм[5];
- 2022 — «Кинорежиссер Юлий Файт: Трамвай в другой город»;
- 2022 — «ЦСДФ: Точка отсчета» (4 фильма), цикл фильмов о легендарной студии ЦСДФ;
- 2022 — «Космический рейс: Притяжение Юпитера», научно-популярный фильм;
- 2022 — «Космический рейс: Навстречу Солнцу», научно-популярный фильм;
- 2022 — «Киноязык эпохи: Марлен Хуциев», документальный фильм.

## Награды
- 2007 — номинация на «ТЭФИ-2007» как режиссёр телевизионной развлекательной программы («Легенды мирового кино»)[6];
- 2010 — приз XIV кинофестиваля архивного кино Госфильмофонда России за лучшую программу о кино (Легенды мирового кино);
- 2014 — приз XVIII кинофестиваля архивного кино Госфильмофонда России за лучшую программу о кино («Коллекция Евгения Марголита»);
- 2015 — благодарность Министра Культуры Российской Федерации за большой вклад в развитие культуры, многолетнюю плодотворную работу;
- 2018 – полуфинал национальной российской премии в области неигрового кино и телевидения «Лавровая ветвь» 2018 («Теория взрыва»);
- 2018 — I место за фильм «Теория взрыва» в категории «Лучший документальный фильм» (Best Documentary Feature) на фестивале Los Angeles Movie Awards (США);
- 2018 — премия «Лавр» в номинации «Лучший научно-популярный, просветительский фильм (имени Льва Николаева)» за проект «Теория взрыва»[7][8];
- 2021 — полуфинал национальной российской премии в области неигрового кино и телевидения «Лавровая ветвь» 2021 («Земля: Верхняя точка»)[9];
- 2022 — победитель III Международного кинофестиваля «Циолковский» за лучшую режиссерскую работу — «Космический рейс: Миссия на Марс» (Россия)[10][11][12][13]
- 2021 — почетная грамота Министерства Культуры Российской федерации за большой вклад в развитие культуры, многолетнюю плодотворную работу;
- 2022 — гран-при «Королев» за лучшую режиссуру на МКФ «Циолковский» за фильм «Космический рейс: Миссия на Марс»[14];
- 2022 — приз «Лучший документальный фильм» на фестивале Профессия-Журналист 2022 за серию документальный фильмов «ЦСДФ: Точка отсчета»[15].
- 2025 — Медаль «За труды в культуре и искусстве» — за вклад в развитие отечественной культуры и искусства, многолетнюю плодотворную деятельность[16].